# Avon (Minnesota)
Avon es una ciudad ubicada en el condado de Stearns en el estado estadounidense de Minnesota. En el Censo de 2010 tenía una población de 1396 habitantes y una densidad poblacional de 364,93 personas por km².

## Geografía
Avon se encuentra ubicada en las coordenadas 45°36′21″N 94°27′3″O / 45.60583, -94.45083. Según la Oficina del Censo de los Estados Unidos, Avon tiene una superficie total de 3.83 km², de la cual 3.83 km² corresponden a tierra firme y (0%) 0 km² es agua.

## Demografía
Según el censo de 2010, había 1396 personas residiendo en Avon. La densidad de población era de 364,93 hab./km². De los 1396 habitantes, Avon estaba compuesto por el 97.85% blancos, el 0.29% eran afroamericanos, el 0.36% eran amerindios, el 0.64% eran asiáticos, el 0% eran isleños del Pacífico, el 0.5% eran de otras razas y el 0.36% pertenecían a dos o más razas. Del total de la población el 0.93% eran hispanos o latinos de cualquier raza.